# Sâncraiu
Sânncraiu est une commune de Transylvanie, en Roumanie, dans le județ de Cluj. Elle est composée des villages Sâncraiu, Alunișu, Domoșu, Brăișoru, Horlacea.